# 완주 송광사 금강문
완주 송광사 금강문(完州 松廣寺 金剛門)은 대한민국 전북특별자치도 완주군 송광사에 있는, 금강역사를 모시는 문으로 일주문 다음에 있는 문이다. 1999년 7월 9일 전라북도의 유형문화재 제173호로 지정되었다.

## 개요
종남산 남쪽 기슭에 자리잡고 있는 송광사는 통일신라 경문왕 7년(867)에 보조 체징선사에 의해 지어졌다. 임진왜란으로 소실된 것을 광해군 14년(1622)에 다시 짓기 시작하여 인조 14년(1636)까지 대대적으로 중창되었다.
송광사 금강문은 금강역사를 모시는 문으로 일주문 다음에 있는 문이다.
앞면 3칸·옆면 2칸으로 지붕 옆면이 여덟 팔(八)자 모양인 팔작지붕 건물이다. 지붕 천장을 받치기 위해 장식하여 만든 공포는 기둥 위와 기둥 사이에도 있는 다포양식이고, 천장은 뼈대가 그대로 드러나 있는 연등 천장이다. 앞면 3칸 중에 가운데칸이 출입구이고, 양 옆칸에는 금강역사와 사자·코끼리를 타고 있는 동자상 2구씩을 배치하고 있다.
일반적으로 금강문은 새날개 모양으로 장식된 익공양식의 공포와 지붕 옆모습이 사람 인(人)자 모양인 맞배지붕으로 되어있어 규모도 작고 화려하지 않다. 그러나 이 건물은 다포계 팔작지붕으로 처리된 특징을 지니고 있다.

## 현지 안내문
송광사 경내로 들어가면서 일주문을 지나 다음으로 만나는 이 금강문은 조선 후기에 지은 건물이다. 금강문은 인왕문이라고도 부르며, 문 양쪽에는 손으로 권법을 짓거나 금강저 또는 칼, 창을 손에 든 금강역사를 모셨다. 왼쪽에는 밀적금강, 오른쪽에는 나라연금강을 모셨는데, 입을 벌리고 있는 것을 아금강역사, 입을 다물고 있는 것은 우금강역사라고 부르기도 한다. 이 금강문을 지나면서 금강의 지혜로 모든 번뇌를 쳐부수어 완전한 행복의 세계 즉 깨달음의 세계로 나아가라는 뜻이 있다.

## 참고 자료
- 송광사금강문 - 국가유산청 국가유산포털